# 33896 Hickson
33896 Hickson è un asteroide della fascia principale. Scoperto nel 2000, presenta un'orbita caratterizzata da un semiasse maggiore pari a 1,9253553 au e da un'eccentricità di 0,0567767, inclinata di 23,25109° rispetto all'eclittica.